# Especialidad farmacéutica

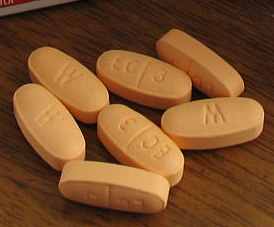
Tabletas

Especialidad farmacéutica es el antiguo nombre que se le daba en la Ley del Medicamento de 1990 de España al medicamento de composición e información definidas, de forma farmacéutica  y dosificación determinada, preparado para su uso medicinal inmediato, dispuesto y acondicionado para su dispensación al público, con denominación, embalaje, envase y etiquetado uniformes y al que la autoridad farmacéutica otorgue autorización sanitaria e inscriba en el Registro de especialidades farmacéuticas. Este término se ha sustituido casi por completo con la ley de garantías y uso racional del medicamento y productos sanitarios (LGRUM) de 2006, mantenida en su versión de 2015, con el término de medicamento y solo se mantiene para la denominación del medicamento genérico.
La Especialidad Farmacéutica Genérica (EFG), también conocidos como medicamento genérico, es la especialidad con la misma forma farmacéutica e igual composición cualitativa y cuantitativa en sustancias medicinales que otra especialidad de referencia (bioequivalencia), cuyo perfil  de eficacia y seguridad esté suficientemente establecido por su continuado uso clínico.
Cada número de registro se referirá únicamente a una composición, una forma farmacéutica, una dosis por unidad de administración y una presentación para la venta.
Para obtener autorización sanitaria, una especialidad farmacéutica  deberá satisfacer las siguientes condiciones: 
- Ser segura, es decir, cuando en condiciones normales de utilización no produce efectos tóxicos o indeseables desproporcionados al beneficio que procura, para lo que serán objeto de estudios toxicológicos.

- Ser eficaz en las indicaciones terapéuticas para las que se ofrece. La eficacia de los medicamentos para cada una de sus indicaciones terapéuticas deberá establecerse mediante la previa realización de ensayos clínicos controlados por personas suficientemente cualificadas.

- Alcanzar los requisitos de calidad y pureza que se establezcan y ser estables (condiciones de conservación).

## Dispensación
La dispensación en España se llevará a cabo de acuerdo con la Ley de garantías y uso racional de los medicamentos y productos sanitarios y el artículo 15 del RD sobre receta médica y órdenes de dispensación. Los tratamientos prescritos al usuario en receta médica electrónica, podrán ser dispensados en cualquier oficina de farmacia del territorio nacional, o en botiquines dependientes de las mismas, según lo previsto en el artículo 7 del Real Decreto sobre receta médica y órdenes de dispensación anteriormente indicado.